# Nobelovo náměstí (Bratislava)
Nobelovo náměstí (slovensky Nobelovo námestie), do sametové revoluce Náměstí Karla Marxe (slovensky Námestie Karla Marxa) se nachází v Bratislavě, na sídlišti Petržalka.
Náměstí se nachází v severní části sídliště, nedaleko výstaviště Incheba. Kolem náměstí se nacházejí důležité budovy nezbytné pro fungování celé čtvrti (obchody, služby, škola). Roku 2004 bylo náměstí zrekonstruováno a stalo se součástí nově budovaného Petržalského korza.